# Richard Hildebrandt
Richard Hildebrandt, född 13 mars 1897 i Worms, död 10 mars 1951 i Bydgoszcz, var en tysk SS-general. Han var chef för Centralbyrån för ras och bosättning (RuSHA) från 1943 till 1945. Hildebrandt uppnådde tjänstegraden Obergruppenführer 1942.

## Biografi
Hildebrandt var mellan oktober 1939 och februari 1943 Högre SS- och polisführer i Danzig-Westpreussen. Från april 1943 fram till krigsslutet var han chef för Centralbyrån för ras och bosättning (RuSHA).
Vid RuSHA-rättegången i Nürnberg 1947–1948 dömdes Hildebrandt till 25 års fängelse för brott mot mänskligheten och krigsförbrytelser samt för att ha tillhört en kriminell organisation, i det här fallet SS. Hildebrandt utlämnades emellertid till Polen, där han ställdes inför rätta för krigsförbrytelser. Han dömdes till döden den 4 november 1949 och avrättades genom hängning.